# Põdrala kommun
Põdrala kommun var en kommun i södra Estland. Den låg i landskapet Valgamaa, 160 km söder om huvudstaden Tallinn. I samband med en kommunreform 2017 uppgick den i Tõrva kommun. 
Põdrala kommun var belägen vid sjön Võrtsjärvs södra ände. Centralort i kommunen var Riidaja. Därutöver var även byarna Leebiku och Pikasilla belägna i kommunen. 
Trakten ingår i den hemiboreala klimatzonen. Årsmedeltemperaturen i trakten är 3 °C. Den varmaste månaden är juli, då medeltemperaturen är 17 °C, och den kallaste är januari, med −14 °C.